# پارک جی سونگ
این یک نام کره‌ای است؛ نام خانوادگی پارک است.
پارک جی سونگ (هانگول:박지성) (زادهٔ ۲۵ فوریه ۱۹۸۱ در سئول)، بازیکن سابق فوتبال اهل کره جنوبی است. او به همراه تیم ملی فوتبال کشورش به مرحله نیمه‌نهایی جام جهانی فوتبال ۲۰۰۲ که به‌طور مشترک در ژاپن و کره جنوبی برگزار می‌شد، صعود کرده‌است.

## زندگی و حرفه
پارک در سئول پایتخت کره جنوبی به دنیا آمد و در شهر سوون که یکی از شهرهای اقماری اطراف سئول است، بزرگ شد. او در زمانی که در دبیرستان مشغول تحصیل بود، به دلیل قد کوتاهش از سوی هیچ باشگاه حرفه‌ای پذیرفته نمی‌شد. پس از آن، در حالی که مربی تیم دبیرستانی‌اش او را اکیداً به مربی جدیدش توصیه می‌کرد به تیم فوتبال دانشگاه میونگجی پیوست و پس از یک سال با باشگاه کیوتو پورپل سانگا ژاپن قرارداد بست.

## تیم‌های باشگاهی
پس از جام جهانی، گاس هیدینک، سرمربی پیشین تیم ملی کره جنوبی در جام جهانی ۲۰۰۲، که سرمربی‌گری باشگاه هلندی پی‌اس‌وی آیندهوون را پذیرفته بود، او را در سال ۲۰۰۳ به همراه دیگر ملی‌پوش کره‌ای لی یونگ پیو به آن باشگاه منتقل کرد. پس از دو فصل بازی درخشان در تیم هلندی، در سال ۲۰۰۵ به باشگاه منچستریونایتد پیوست و بازی‌های زیادی برای این تیم انجام داد.
بعد از گذراندن ۷ فصل موفق در منچستر یونایتد سرانجام پارک در نهم ژوئیه ۲۰۱۲ و با مبلغ ۵ میلیون یورو قرارادادی دو ساله با کویینز پارک رنجرز منعقد کرد. او شماره ۷ این باشگاه را به تن کرد و به عنوان کاپیتان تیم نیز انتخاب شد.
وی پس از پشت سر گذاشتن یک فصل نا موفق در کوئینزپارک رنجرز در ژوئیه ۲۰۱۳ به آیند هوون بازگشت.

## تیم ملی
پارک جی سونگ بازی برای تیم ملی کره جنوبی را از سال ۲۰۰۲ آغاز کرد. پیش از آن او از سن ۱۹ سالگی در تیم ملی امید کشورش بازی می‌کرد.